# Zero Assumption Recovery
Zero Assumption Recovery is een commercieel dataherstelprogramma voor alle soorten bestanden. Het kan gebruikt worden voor Windows-versies vanaf XP. Het programma kan FAT16-, FAT32-, NTFS- en ext/2/3/4-bestandssystemen herstellen. Het kan ook gebruikt worden voor gratis reparatie van verloren afbeeldingen.

## Andere software van ZAR Software
- Zero Assumption Disk Space Visualizer 1.2 (grafische voorstelling van de harde schijf om grote bestanden te zoeken en te verwijderen, freeware)
- Zlon 1.0 (ISO-bestand maken als exacte back-up van een schijf, betalend)
- Zmeil 2.1 (e-mails herstellen, betalend)